# Hafjell
Hafjell er et fjeld i Øyer kommune i Innlandet fylke i Norge. Hafjell strækker sig op til 1065 meter over havet. Hafjell er et center for vintersport.

## Navnet
På ældre kort er navnet skrevet "Affjeldet" (Af-fjeldet) og betyder da "fjeldet der er adskillet fra et større fjeld". Udtalen ændrede sig til "A-fjelle" og der blev sat ind en emfatisk h.

## Hafjell Alpincenter
Da Lillehammer arrangerede Olympiske vinterlege for året 1994, blev det besluttet at afholde konkurrencer i Alpine discipliner i området.
Hafjell Alpinsenter ligger ved indgangen til Gudbrandsdalen, 15 kilometer fra Lillehammer og 230 kilometer fra Oslo. Efter OL i 1994 er alpincenteret blevet udbygget og anerkendt.
Fra Hafjell er der i skisæsonen 1. november til 1.maj
- 30 nedfarter, flere særlig ejnet for Snowboard
- 15 skihejse

## Hafjell Bike Park
Hafjell Bike Park er om sommeren kendt som en af Norges bedste arenaer for Down hill cykling med forskellige vanskelighedsgrader og en højdeforskel på 830 meter.